# دبوسي مغزلي
دبوسي مغزلي (الاسم العلمي: Claviceps fusiformis) هو نوع من الفطريات يتبع جنس الدبوسي من الفصيلة الدبوسية.